# Wierzchowskie
Wierzchowskie – część wsi Orzeszkowo w Polsce położona w województwie podlaskim, w powiecie hajnowskim, w gminie Hajnówka.
Według Pierwszego Powszechnego Spisu Ludności, przeprowadzonego w 1921 roku, wieś zamieszkiwały 22 osoby w 4 domach, wszyscy mieszkańcy wsi zadeklarowali wówczas białoruską przynależność narodową oraz wyznanie prawosławne. W okresie międzywojennym miejscowość znajdowała się w gminie Białowieża w powiecie białowieskim.
W latach 1975–1998 Wierzchowskie administracyjnie należało do województwa białostockiego.